# 北海道道1028号森砂原线
北海道道1028号森砂原线（日语：北海道道1028号森砂原線）是一条位于北海道茅部郡森町的普通道级道路（北海道道）。

## 道路概况
- 起点：北海道茅部郡森町富士見町
- 終点：北海道茅部郡森町砂原
- 总距离：14.3千米（内、重複区間0.8千米）

## 经过的自治体
- 渡岛综合振兴局
  - 茅部郡森町

## 主要连接道路
- 国道5号（起点）
- 北海道道606号霞台森停车场线（本町 - 本町：森站）：重複
- 北海道道794号森停车场线（本町：森站 - 森川町）：重複
- 国道278号（终点）

## 历史
- 1983年（昭和58年）3月31日 - 路線勘定（北海道告示第674号）

## 沿線
- 森站
- 东森站
- 尾白内站